# 6 sierpnia
6 sierpnia jest 218. (w latach przestępnych 219.) dniem w kalendarzu gregoriańskim. Do końca roku pozostaje 147 dni.

## Święta
- Imieniny obchodzą: Felicysym, Jakub, January, Just, Maria, Namir, Nasław, Oktawian, Stefan, Walburga i Wincenty.
- Boliwia, Jamajka – Święto Niepodległości
- Zjednoczone Emiraty Arabskie – rocznica dojścia do władzy szejka Zaida ibn Sultan an-Nahajana
- Wspomnienia i święta w Kościele katolickim[1][2]:
  - Przemienienie Pańskie
  - bł. Oktawian (biskup)
  - św. Hormizdas (papież)

## Wydarzenia w Polsce
- 1396 – Podpisano układ pokojowy pomiędzy Królestwem Polskim a obleganymi w Opolu książętami Bolesławem IV i Bernardem, którzy odsunęli od władzy prowadzącego antypolską politykę stryja Władysława Opolczyka.
- 1409 – Wielki mistrz zakonu krzyżackiego Ulrich von Jungingen wysłał z Malborka posłów z formalnym wypowiedzeniem wojny Polsce. Dokument został doręczony przebywającemu w Korczynie królowi Władysławowi II Jagielle 14 sierpnia.
- 1414 – Wojna głodowa: wojska polsko-litewskie zdobyły Nidzicę.
- 1460 – Wojna trzynastoletnia: wojska polskie ponownie odzyskały Malbork.
- 1643 – Książę Jeremi Wiśniowiecki pokonał w bitwie nad Sułą Tatarów pod wodzą Omara agi.
- 1711 – Wyruszyła pierwsza pielgrzymka warszawska na Jasną Górę.
- 1718 – Ukazało się pierwsze wydanie tygodnika „Poczta Królewiecka”.
- 1847 – Na stację w Katowicach wjechał pierwszy pociąg osobowy.
- 1897 – Adam Asnyk został pochowany w Krypcie Zasłużonych na Skałce w Krakowie.
- 1910 – Podczas akcji ratunkowej w Tatrach zginął przewodnik i ratownik Klemens (Klimek) Bachleda.
- 1914 – I wojna światowa:
  - Józef Piłsudski ogłosił utworzenie w Warszawie fikcyjnego Rządu Narodowego.
  - Z krakowskich Oleandrów wyruszyła do walki Pierwsza Kompania Kadrowa.
- 1915 – I wojna światowa: wojska niemieckie użyły trujących gazów bojowych przeciwko Rosjanom broniącym Twierdzy Osowiec.
- 1920 – Wojna polsko-bolszewicka: zwycięstwo wojsk polskich w bitwie pod Łysowem.
- 1926 – Powołano Generalny Inspektorat Sił Zbrojnych.
- 1927 – Zaginął bez śladu gen. Włodzimierz Zagórski.
- 1934 – W Krakowie rozpoczęto usypywanie Kopca Piłsudskiego.
- 1942 – Niemcy dokonali masakry 2-3 tys. Żydów z getta w Zdzięciole na Grodzieńszczyźnie.
- 1943 – Niemcy rozstrzelali 24 mieszkańców wsi Wirkowice na Lubelszczyźnie i 17 mieszkańców Podstoły na Kielecczyźnie.
- 1944:
  - 42 Polaków zostało zamordowanych w czasie napadu oddziału UPA na Baligród.
  - 6. dzień powstania warszawskiego: drugi dzień rzezi Woli; w Śródmieściu zaczęła działać Harcerska Poczta Polowa.
  - Mielec został zajęty przez Armię Czerwoną.
  - Taktycznym zwycięstwem Niemców nad 1. Armią WP pod dowództwem gen. Zygmunta Berlinga zakończyły się walki o przyczółki pod Dęblinem i Puławami (28 lipca-6 sierpnia).
  - W lesie pod Wólką Waniewską na Białostocczyźnie oddział zwiadowczy SS dokonał mordu na 61 ukrywających się tam mieszkańcach okolicznych wsi.
- 1946 – Odbył się największy pogrzeb na Cmentarzu Powstańców Warszawy, gdzie zwieziono 5,5 tony prochów (117 trumien) osób zamordowanych i spalonych w pierwszych dniach powstania na terenach dawnego Generalnego Inspektoratu Sił Zbrojnych (Al. Ujazdowskie), siedziby Gestapo przy al. Szucha oraz w trakcie rzezi Woli.
- 1955 – Założono Uniwersytet Przyrodniczy w Lublinie.
- 1956 – Rozpoczął się I Festiwal Muzyki Jazzowej w Sopocie.
- 1963 – Premiera filmu kryminalnego Ostatni kurs w reżyserii Jana Batorego.
- 1982 – Premiera 1. odcinka serialu telewizyjnego Białe tango w reżyserii Janusza Kidawy.
- 1988 – Agata Karczmarek ustanowiła w Lublinie rekord Polski w skoku w dal (6,97 m).
- 1989 – W Chorzowie i Poznaniu zakończyły się kongresy międzynarodowe Prawdziwa pobożność Świadków Jehowy.
- 2008 – Wystartował kanał TVP HD w wysokiej rozdzielczości.
- 2010 – Bronisław Komorowski został zaprzysiężony na urząd prezydenta RP i objął zwierzchnictwo nad Wojskiem Polskim.
- 2015 – Koniec prezydentury Bronisława Komorowskiego. Andrzej Duda został zaprzysiężony na urząd prezydenta RP i objął zwierzchnictwo nad Wojskiem Polskim.
- 2020 – Andrzej Duda został zaprzysiężony na urząd prezydenta RP na drugą kadencję.
- 2025 – Koniec prezydentury Andrzeja Dudy. Karol Nawrocki został zaprzysiężony na urząd prezydenta RP i objął zwierzchnictwo nad Wojskiem Polskim.

## Wydarzenia na świecie

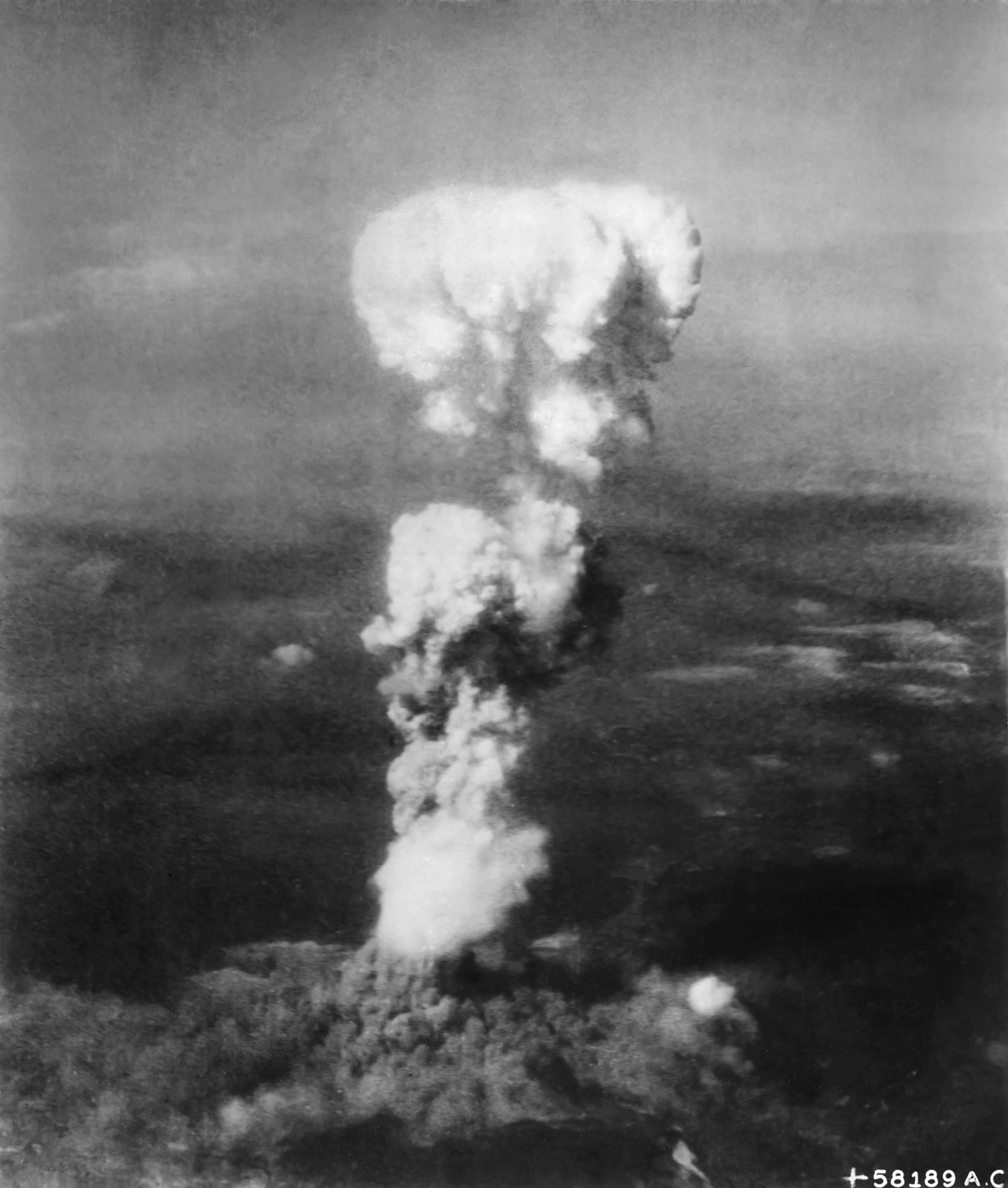
Grzyb atomowy nad japońską Hiroszimą (1945)

- 1081 – Herman z Salm został wybrany na antykróla Niemiec.
- 1223 – Ludwik VIII Lew i Blanka Kastylijska zostali koronowani w katedrze w Reims na króla i królową Francji.
- 1272 – Władysław IV Kumańczyk został królem Węgier i Chorwacji.
- 1284 – Zwycięstwo Genui nad Pizą w bitwie morskiej pod Melorią.
- 1492 – Rozpoczęło się konklawe, które wyniosło na tron papieski Aleksandra VI.
- 1497 – Giovanni Caboto powrócił do portu w Bristolu z wyprawy, w trakcie której dopłynął do Nowej Fundlandii i Labradoru.
- 1500 – Wojna moskiewsko-litewska: wojska moskiewskie zdobyły Putywl.
- 1538 – Hiszpański podróżnik i konkwistador Gonzalo Jiménez de Quesada założył Bogotę.
- 1566 – Wojska tureckie pod wodzą sułtana Sulejmana Wspaniałego rozpoczęły oblężenie Szigetváru na Węgrzech.
- 1571 – V wojna wenecko-turecka: wojska tureckie zdobyły Famagustę i dokonały rzezi jej obrońców i mieszkańców.
- 1588 – Zmierzająca na wyprawę wojenną do Anglii Wielka Armada hiszpańska dotarła na redę francuskiego portu Calais, gdzie połączyła się z siłami księcia Parmy i namiestnika Niderlandów Aleksandra Farnese.
- 1623:
  - Kardynał Maffeo Barberini został wybrany na papieża i przyjął imię Urban VIII.
  - Wojna trzydziestoletnia: klęska wojsk protestanckich pod dowództwem Christiana von Braunschweig-Wolfenbüttel w bitwie pod Stadtlohn z wojskami Ligi Katolickiej dowodzonymi przez hrabiego Johana von Tilly.
- 1661 – Holendersko-portugalska wojna kolonialna: w Hadze podpisano pierwszy traktat pokojowy (drugi i ostateczny podpisano w 1663 roku).
- 1694 – Sultan Husajn został koronowany na szacha Persji.
- 1734 – Wojna o sukcesję polską: wojska francusko-hiszpańskie zdobyły po czteromiesięcznym oblężeniu bronioną przez garnizon austriacki Gaetę we Włoszech.
- 1757 – Brytyjska wojna z Indianami i Francuzami: zwycięstwo sił francusko-indiańskich w bitwie o Fort William Henry.
- 1762 – Francuski parlament wydał dekret o wypędzeniu jezuitów z kraju, uznając ich działalność za szkodliwą dla interesów narodu.
- 1777 – Wojna o niepodległość Stanów Zjednoczonych: zwycięstwo wojsk brytyjskich w bitwie pod Oriskany.
- 1789 – Zakończyło się powstanie chłopskie we Francji (tzw. „Wielka Trwoga”).
- 1802 – Katolicki kościół antonianów w Kolonii został przekazany protestantom, jako ich pierwsza świątynia w mieście.
- 1806 – Po 844 latach przestało istnieć Święte Cesarstwo Rzymskie Narodu Niemieckiego.
- 1824 – Wojska Simóna Bolívara pokonały Hiszpanów w bitwie w dolinie Junin w Peru.
- 1825 – Boliwia ogłosiła niepodległość.
- 1861 – Wielka Brytania anektowała Lagos w Nigerii.
- 1862:
  - Alfred Domett został premierem Nowej Zelandii.
  - Wojna secesyjna: na Missisipi został samozatopiony uszkodzony konfederacki okręt pancerny CSS „Arkansas”.
- 1866 – Francuski astronom Édouard Stephan odkrył planetoidę (89) Julia.
- 1870 – Wojna francusko-pruska: klęski wojsk francuskich w bitwach pod Spicheren i pod Froeschwiller.
- 1871 – Kanadyjski astronom James C. Watson odkrył planetoidę (115) Thyra.
- 1875 – Prezydent Ekwadoru Gabriel García Moreno zginął w wyniku zamachu w stolicy kraju Quito.
- 1890:
  - Amerykański morderca William Kemmler jako pierwszy został stracony na krześle elektrycznym.
  - Carlos Pellegrini został prezydentem Argentyny.
- 1894 – W Paryżu rozpoczął się proces trzydziestu anarchistów.
- 1896 – Madagaskar został kolonią francuską.
- 1902 – W stoczni w Newcastle upon Tyne zwodowano statek pasażerski „Carpathia”, znany z uratowania 703 rozbitków z „Titanica”.
- 1904 – W Hadze wyjechał na trasę pierwszy tramwaj elektryczny.
- 1906 – Joseph Ward został premierem Nowej Zelandii.
- 1910 – Zwodowano brytyjski krążownik liniowy HMS „Lion“.
- 1914 – I wojna światowa: Serbia wypowiedziała wojnę Niemcom, a Austro-Węgry Rosji.
- 1915 – I wojna światowa: brytyjski IX Korpus w ramach ofensywy sierpniowej w czasie kampanii o Gallipoli w Turcji wylądował w zatoce Suvla.
- 1916 – I wojna światowa: rozpoczęła się VI bitwa nad Isonzo.
- 1917 – I wojna światowa: rozpoczęła się bitwa pod Mărășești.
- 1918 – I wojna światowa:
  - Ferdinand Foch został mianowany marszałkiem Francji.
  - Zwycięstwem wojsk ententy zakończyła się II bitwa nad Marną.
- 1919 – Upadła Węgierska Republika Rad.
- 1922 – Założono Związek Polaków na Łotwie.
- 1926:
  - Amerykanka Gertrude Ederle jako pierwsza kobieta w historii przepłynęła wpław kanał La Manche.
  - Premiera amerykańskiego filmu Don Juan, pierwszego zrealizowanego przez braci Warner w technice dźwiękowej Vitaphone.
- 1929 – W ZSRR sformowano Specjalną Armię Dalekowschodnią.
- 1930 – Na Wyspie Białej w norweskim archipelagu Svalbard na Oceanie Arktycznym znaleziono zwłoki trzech członków nieudanej wyprawy balonowej na biegun północny, zorganizowanej przez Szweda Salomona Augusta Andréego w 1897 roku.
- 1932:
  - Felix Hamrin został premierem Szwecji.
  - Otwarto uważaną za najstarszą niemiecką autostradę A555 między Bonn a Kolonią.
  - Rozpoczął się pierwszy Międzynarodowy Festiwal Filmowy w Wenecji.
  - W kanadyjskiej prowincji Ontario otwarto Kanał Wellandzki omijający wodospad Niagara i umożliwiający żeglugę pełnomorskich statków między jeziorami Ontario i Erie.
- 1937 – W Szwecji otwarto linię kolejową Inlandsbanan o długości 1288 km, która połączyła południe z daleką północą kraju.
- 1940 – Estonia została przyłączona do ZSRR.
- 1941 – We wsi Prebilovci (obecnie południowa Bośnia i Hercegowina) chorwaccy ustasze zamordowali ok. 600 serbskich kobiet i dzieci.
- 1942:
  - Bitwa o Atlantyk: niemiecki okręt podwodny U-210 zatonął po ostrzelaniu i staranowaniu przez kanadyjski niszczyciel HMCS „Assiniboine”, w wyniku czego zginęło 6 spośród 43 członków załogi; niemiecki okręt podwodny U-578 z 49-osobową załogą zaginął bez śladu na Zatoce Biskajskiej.
  - Front wschodni: niemiecka 17. Armia gen. Richarda Ruoffa rozpoczęła atak na Krasnodar.
  - Niemiecki okręt podwodny U-612 został staranowany w zanurzeniu podczas ćwiczeń na Bałtyku przez inną jednostkę tej samej klasy U-444. Natychmiastowe wynurzenie pozwoliło na uratowanie niemal całej załogi, jednak okręt zatonął.
- 1943 – Wojna na Pacyfiku: rozpoczęła się bitwa w zatoce Vella.
- 1944:
  - Bitwa o Atlantyk: niemiecki okręt podwodny U-736 został zatopiony bombami głębinowymi w Zatoce Biskajskiej przez brytyjską fregatę HMS „Loch Killin”, w wyniku czego zginęło 28 spośród 47 członków załogi.
  - Kampania śródziemnomorska: w porcie w Tulonie zatonęły w wyniku amerykańskiego nalotu bombowego niemieckie okręty podwodne: U-471, U-952 i U-969.
  - W Żywocicach i okolicach na Śląsku Cieszyńskim, w ramach akcji odwetowej Niemcy rozstrzelali 36 mężczyzn (27 Polaków, 8 Czechów i volksdojcza).
- 1945:
  - W Coburgu w Bawarii została rozbrojona Brygada Świętokrzyska NSZ.
  - Wojna na Pacyfiku: o 8:16 czasu miejscowego eksplodowała 580 m nad japońską Hiroszimą bomba atomowa Little Boy, zrzucona z amerykańskiego bombowca Boeing B-29 Superfortress Enola Gay, w wyniku czego zginęło 70-90 tys. osób (ok. 30% populacji miasta).
  - Wojna na Pacyfiku: u wybrzeży Bali japoński samolot zatopił okręt podwodny USS „Bullhead”, w wyniku czego zginęła cała, 84-osobowa załoga.
- 1947 – Została założona Brazylijska Partia Socjalistyczna (PSB).
- 1956 – Rozpoczął się proces w sprawie największego wówczas w historii USA napadu na budynek Brink’sa w Bostonie. 17 stycznia 1950 roku zrabowano 1 218 211,29 dolarów amerykańskich w gotówce oraz 1 557 183,83 w czekach, przekazach pieniężnych i innych papierach wartościowych.
- 1958 – Włosi Walter Bonatti i Carlo Mauri dokonali pierwszego wejścia na szczyt Gaszerbrum IV w paśmie Karakorum (7925 m n.p.m.).
- 1962 – Jamajka uzyskała niepodległość (od Wielkiej Brytanii).
- 1964:
  - Premiera amerykańskiego dramatu psychologicznego Noc iguany w reżyserii Johna Hustona.
  - W Nevadzie została ścięta sosna długowieczna zwana Prometheus, jedno z najstarszych znanych drzew na świecie (ok. 4900 lat).
- 1965 – Ukazał się album Help! grupy The Beatles.
- 1966:
  - 42 osoby zginęły w katastrofie samolotu BAC One-Eleven w amerykańskim stanie Nebraska.
  - Zaid ibn Sultan an-Nahajan został emirem Abu Zabi po obaleniu w przewrocie pałacowym swego starszego brata Shakhbuta II.
- 1969 – Prototyp Mi-12 uniósł masę całkowitą 44 205 kg na wysokość 2255 m, co jest światowym rekordem udźwigu przez śmigłowiec.
- 1970:
  - 30 osób zginęło w katastrofie pakistańskiego samolotu Fokker F27 lecącego z Rawalpindi do Lahaur.
  - Emilio Colombo został premierem Włoch.
- 1971 – Szkot Chay Blyth na jachcie „British Steel“ zakończył po 292 dniach pierwszy samotny rejs wokółziemski bez zawijania do portów w trudniejszym kierunku zachodnim.
- 1973:
  - Amerykański bombowiec Boeing B-52 Stratofortress omyłkowo zbombardował kambodżańskie miasto Neak Luong, w wyniku czego zginęło 137 osób, a 268 zostało rannych.
  - Amerykański piosenkarz Stevie Wonder został ciężko ranny w wypadku samochowym koło Salisbury w stanie Karolina Północna.
- 1976 – Wietnam i Tajlandia nawiązały stosunki dyplomatyczne.
- 1977 – 11 osób zginęło, a 76 zostało rannych w zamachu bombowym na dom towarowy w stolicy Rodezji Salisbury (dziś Harare w Zimbabwe).
- 1985 – W stolicy Wysp Cooka Rarotonga podpisano traktat ustanawiający strefę bezatomową na obszarze południowego Pacyfiku.
- 1990:
  - 4 dni po inwazji na Kuwejt Rada Bezpieczeństwa ONZ nałożyła embargo handlowe na Irak.
  - Pakistański parlament zdymisjonował pod zarzutem korupcji premier Benazir Bhutto.
  - W Kownie zdemontowano pomniki Lenina i Czterech komunistów.
- 1991 – Tim Berners-Lee opublikował w Usenecie szczegóły projektu o nazwie World Wide Web. Początek istnienia sieci WWW.
- 1992 – Rząd rosyjski zażądał 7,7 miliarda dolarów od krajów bałtyckich za wycofanie byłych wojsk sowieckich.
- 1993 – Papież Jan Paweł II wydał encyklikę Veritatis splendor.
- 1995 – Amerykański sekretarz stanu Warren Christopher dokonał otwarcia gmachu amerykańskiej ambasady w stolicy Wietnamu Hanoi.
- 1996:
  - NASA ogłosiła, że na pochodzącym z Marsa meteorycie ALH 84001 doszukano się śladów prymitywnych form życia.
  - W Los Angeles odbył się ostatni koncert amerykańskiej grupy punk rockowej Ramones.
- 1997:
  - Microsoft wykupił wart 150 milionów dolarów pakiet akcji borykającej się z problemami finansowymi przedsiębiorstwa Apple Computer.
  - W katastrofie koreańskiego Boeinga 747 na wyspie Guam zginęło 228 osób.
- 2003 – Otwarto stadion Estádio José Alvalade w Lizbonie.
- 2005:
  - W Austin w Teksasie padła w rekordowym dla kota domowego wieku 38 lat i 3 dni kotka o imieniu Creme Puff.
  - W katastrofie samolotu ATR 72 tunezyjskich linii Tuninter na Morzu Śródziemnym zginęło 16 osób, ocalały 23.
- 2006 – Robert Kubica w swym debiucie w wyścigu Formuły 1 na torze Hungaroring pod Budapesztem zajął 7. miejsce. Po wyścigu został zdyskwalifikowany ze względu na zbyt lekki bolid.
- 2008:
  - Na starym cmentarzu przy Monasterze Dońskim w Moskwie został pochowany pisarz i dysydent Aleksandr Sołżenicyn.
  - W wojskowym zamachu stanu w Mauretanii został obalony prezydent Sidi uld Szajch Abdallahi.
- 2010 – Pál Schmitt został prezydentem Węgier.
- 2011:
  - 38 osób (w tym 30 amerykańskich żołnierzy) zginęło w Afganistanie w wyniku zestrzelenia pociskiem z granatnika przeciwpancernego (RPG) śmigłowca Boeing CH-47 Chinook. Wśród ofiar było 25 żołnierzy służb specjalnych, w tym co najmniej 17 członków elitarnej drużyny DEVGRU Navy SEALs, 5 członków załogi, 7 żołnierzy afgańskich oraz tłumacz. Była to największa jednorazowa strata sił amerykańskich w Afganistanie.
  - W Wielkiej Brytanii wybuchły zamieszki społeczne.
- 2013 – Podano publicznie komunikat o sprzedaży za 250 mln dolarów należącego od czterech pokoleń do rodziny Grahamów dziennika „The Washington Post” prezesowi firmy Amazon.com Jeffowi Bezosowi.
- 2014 – 27 osób zginęło, a 34 zostały ranne w wyniku wybuchów dwóch samochodów-pułapek w Bagdadzie.
- 2015 – Otwarto Nowy Kanał Sueski.
- 2020:
  - Muhammad wuld Bilal został premierem Mauretanii.
  - Walter Martos został premierem Peru.
- 2021 – Natalia Gavrilița objęła urząd premiera Mołdawii.
- 2022:
  - 12 osób zginęło, a 32 zostały ranne w katastrofie polskiego autokaru pod Jarkiem Bisaškim w Chorwacji.
  - Terrance Drew został premierem Saint Kitts i Nevis.
- 2024 – Inwazja Rosji na Ukrainę: Siły Zbrojne Ukrainy rozpoczęły ofensywę na obwód kurski.

## Eksploracja kosmosu
- 1961 – Odbył się lot kosmiczny statku Wostok 2 z drugim radzieckim kosmonautą Germanem Titowem na pokładzie.
- 1963 – Został wystrzelony radziecki satelita technologiczny Kosmos 19.
- 1965 – Radziecka sonda Zond 2 przeleciała w odległości 1500 km od Marsa, bez łączności z Ziemią.
- 2012 – Na Marsie wylądował amerykański łazik Curiosity.

## Urodzili się
- 1180 – Go-Toba, cesarz Japonii (zm. 1239)
- 1474 – Luigi de’ Rossi, włoski kardynał (zm. 1519)
- 1550 – Enrico Caetani, włoski kardynał (zm. 1599)
- 1591 – Jerzy Wilhelm Wittelsbach, hrabia palatyn i książę Palatynatu-Zweibrücken-Birkenfeld (zm. 1669)
- 1594 – Gerard Douffet, flamandzki malarz (zm. 1660)
- 1607 – Dirck van der Lisse, holenderski malarz (zm. 1669)
- 1619 – (data chrztu) Barbara Strozzi, włoska śpiewaczka, kompozytorka (zm. 1677)
- 1638 – Nicolas Malebranche, francuski filozof (zm. 1715)
- 1644 – Louise de La Vallière, francuska arystokratka (zm. 1710)
- 1651:
  - François Fénelon, francuski teolog, pisarz (zm. 1715)
  - Carl Gustaf Rehnskiöld, szwedzki feldmarszałek (zm. 1722)
- 1665 – Jean-Baptiste Lully młodszy, francuski kompozytor (zm. 1743)
- 1666 – Maria Zofia von Pfalz-Neuburg, królowa Portugalii (zm. 1699)
- 1673 – Giovanni Battista Altieri, włoski kardynał (zm. 1740)
- 1681 – Franciszek Antoni Fasani, włoski franciszkanin, święty (zm. 1742)
- 1697 – Karol VII, elektor Bawarii, cesarz rzymsko-niemiecki, król Czech (zm. 1745)
- 1715 – Maciej Dogiel, polski duchowny katolicki, pijar, reformator szkolnictwa (zm. 1760)
- 1733 – Jacques Denis Antoine, francuski architekt (zm. 1801)
- 1741 – Ignacy Antoni Raczyński, polski duchowny katolicki, biskup poznański, arcybiskup gnieźnieński, prymas Polski (zm. 1823)
- 1753 – Kajetan Onufry Sierakowski, polski hrabia, polityk (zm. 1841)
- 1763 – Jakow Kulniew, rosyjski generał (zm. 1812)
- 1766 – William Hyde Wollaston, brytyjski chemik (zm. 1828)
- 1768 – Jean-Baptiste Bessières, francuski generał, marszałek Francji (zm. 1813)
- 1775:
  - Ludwik (XIX) Burbon, książę Angoulême, delfin Francji (zm. 1844)
  - Daniel O’Connell, irlandzki polityk, działacz niepodległościowy (zm. 1847)
- 1777 – Georges Louis Duvernoy, francuski lekarz, przyrodnik, zoolog (zm. 1855)
- 1789 – Friedrich List, niemiecki ekonomista (zm. 1846)
- 1799 – Ján Andraščík, słowacki duchowny katolicki, pisarz (zm. 1853)
- 1809 – Alfred Tennyson, brytyjski poeta (zm. 1892)
- 1812 – Adolf Oschatz, niemiecki przyrodnik (zm. 1857)
- 1816 – Thomas Crampton, brytyjski inżynier, wynalazca (zm. 1888)
- 1825 – John Perdue Gray, amerykański psychiatra (zm. 1886)
- 1827:
  - José Manuel Marroquín, kolumbijski prozaik, poeta, prawnik, plantator, polityk, prezydent Kolumbii (zm. 1908)
  - Łukasz Solecki, polski duchowny katolicki, biskup przemyski (zm. 1900)
- 1829 – James T. Farley, amerykański polityk (zm. 1886)
- 1835 – Jewett W. Adams, amerykański polityk (zm. 1920)
- 1838 – José María Cos y Macho, hiszpański duchowny katolicki, arcybiskup Valladolid, kardynał (zm. 1919)
- 1844 – Alfred, książę Sachsen-Coburg-Gotha i Edynburga (zm. 1900)
- 1847 – Ludwik Fryderyk Hildt, polski malarz, entomolog pochodzenia niemieckiego (zm. 1919)
- 1850 – Feliks Wiktor Riedl, polski jezuita, pamiętnikarz, uczestnik powstaniach styczniowego (zm. ?)
- 1852 – Kajetan Saryusz-Wolski, polski malarz, heraldyk (zm. 1922)
- 1855 – Isaac Isaacs, australijski prawnik, polityk pochodzenia żydowskiego, gubernator generalny Australii (zm. 1948)
- 1858 – Jan Kanty Federowicz, polski samorządowiec, prezydent Krakowa (zm. 1924)
- 1859:
  - Artur Berson, niemiecki meteorolog pochodzenia polskiego (zm. 1942)
  - Alfred Hettner, niemiecki geograf (zm. 1941)
- 1865 – Phillips Lee Goldsborough, amerykański polityk, senator (zm. 1946)
- 1868 – Paul Claudel, francuski poeta (zm. 1955)
- 1870 – John Frederic Thomas Jane, brytyjski wydawca, dziennikarz, rysownik (zm. 1916)
- 1872:
  - Serafina Emanuela Justa Fernández Ibero, hiszpańska kapucynka, męczennica, błogosławiona (zm. 1936)
  - Jan Emanuel Rozwadowski, polski polityk, działacz gospodarczy i niepodległościowy (zm. 1935)
- 1874 – Charles Fort, amerykański pisarz, badacz zjawisk paranormalnych (zm. 1932)
- 1881:
  - Alexander Fleming, szkocki lekarz, bakteriolog, laureat Nagrody Nobla (zm. 1955)
  - Małgorzata Maciągowa, polska malarka (zm. 1969)
- 1882 – Harlan J. Bushfield, amerykański prawnik, polityk, senator (zm. 1948)
- 1884 – Jake Boultes, amerykański baseballista (zm. 1955)
- 1885 – Wacław Borowski, polski malarz, grafik, litograf, scenograf (zm. 1954)
- 1887 – Oliver Wallace, brytyjski kompozytor muzyki filmowej, dyrygent (zm. 1963)
- 1890:
  - Emma Verona Johnston, amerykańska superstulatka (zm. 2004)
  - Bronisława Wójcik-Keuprulian, polska muzykolog (zm. 1938)
- 1891:
  - Yvette Andréyor, francuska aktorka (zm. 1962)
  - William Slim, brytyjski wojskowy, polityk, gubernator generalny Australii (zm. 1970)
- 1892:
  - Paul Abramowski, polski historyk, muzealnik (zm. po 1944)
  - Kazimiera Iłłakowiczówna, polska poetka, pisarka, dramaturg, tłumaczka (zm. 1983)
  - Henryk Józewski, polski malarz, polityk (zm. 1981)
- 1893 – Guthrie McClintic, amerykański reżyser filmowy i teatralny, producent (zm. 1961)
- 1894 – Arnaldo, brazylijski piłkarz (zm. 1980)
- 1895 – Sam L. Collins, amerykański polityk (zm. 1965)
- 1896 – Andrés Eloy Blanco, wenezuelski poeta, polityk (zm. 1955)
- 1897:
  - Franciszek Górski, polski botanik, wykładowca akademicki (zm. 1989)
  - Maria Krzywiec, polska aktorka, śpiewaczka (zm. 1973)
  - Wojciech Siemaszko, polski podporucznik kawalerii (zm. 1920)
- 1898:
  - Lemoine Batson, amerykański skoczek narciarski (zm. 1991)
  - Douglas Lewis, kanadyjski bokser (zm. 1981)
- 1899:
  - Ivan Šumljak, słoweński działacz turystyki górskiej (zm. 1984)
  - Akaki Wasadze, gruziński aktor (zm. 1978)
- 1900:
  - Willie Brown, amerykański wokalista i gitarzysta bluesowy (zm. 1952)
  - Edmund Jaraczewski, polski esperantysta, działacz społeczny (zm. 1991)
  - Jacques Zwobada, francuski rzeźbiarz, grafik pochodzenia czeskiego (zm. 1967)
- 1901:
  - Paula Banholzer, Niemka, kochanka Bertolta Brechta (zm. 1989)
  - Tadeusz Chorążak, polski dermatolog (zm. 1977)
  - Feliks Kalinowski, polski aktor (zm. 1970)
- 1902:
  - Sylvain Arend, belgijski astronom (zm. 1992)
  - Solomon Cutner, brytyjski pianista (zm. 1988)
  - Dutch Schultz, amerykański gangster (zm. 1935)
  - Ignacy Tłoczek, polski architekt, urbanista, historyk architektury krajobrazu (zm. 1982)
- 1903 – Jerzy Staniewicz, polski komandor (zm. 1952)
- 1904:
  - Ballard Berkeley, brytyjski aktor (zm. 1988)
  - Aleksander Bocheński, polski eseista, publicysta, tłumacz, polityk, poseł na Sejm Ustawodawczy (zm. 2001)
  - Giuliano Bonfante, włoski językoznawca, wykładowca akademicki (zm. 2005)
  - Maksymilian Jankowski, polski fotograf (zm. 1974)
- 1905:
  - Boris Filistinski, rosyjski architekt, kolaborant, emigracyjny poeta i prozaik, literaturoznawca, krytyk literacki, publicysta, wydawca, wykładowca akademicki, działacz antysowiecki (zm. 1991)
  - Roman Kierzkowski, polski nauczyciel, harcmistrz, instruktor harcerski (zm. 1962)
  - Jean-François Tournon, francuski szablista (zm. 1986)
- 1906:
  - Pietro Freschi, włoski wioślarz (zm. 1973)
  - Grzegorz (Uzunow), bułgarski biskup prawosławny (zm. 2000)
- 1907 – Tadeusz Zygadło, polski skrzypek (zm. 1990)
- 1908:
  - Roman Drews, polski chirurg (zm. 1977)
  - Helen Jacobs, amerykańska tenisistka (zm. 1997)
  - Zbigniew Skolicki, polski polityk, prezydent Krakowa (zm. 1971)
- 1909 – Michał Sawicki, polski łucznik (zm. 1986)
- 1910:
  - Charles Crichton, brytyjski reżyser filmowy (zm. 1999)
  - Aloysius Haene, szwajcarski duchowny katolicki, misjonarz, prefekt apostolski Fort Victoria, biskup Gwelo w Zimbabwe (zm. 1999)
  - Josef Poulík, czeski archeolog, wykładowca akademicki (zm. 1998)
- 1911:
  - Lucille Ball, amerykańska aktorka (zm. 1989)
  - Ji Xianlin, chiński historyk, paleograf, pisarz (zm. 2009)
- 1912:
  - Mirin Dajo, holenderski fakir, uzdrowiciel, medium, wizjoner, esperantysta (zm. 1948)
  - Stefan Nowakowski, polski socjolog (zm. 1989)
- 1914 – Tullio Pandolfini, włoski piłkarz (zm. 1999)
- 1915 – Geraldine Apponyi, węgierska arystokratka, królowa Albanii (zm. 2002)
- 1916:
  - Rudolf Brock, niemiecki autor literatury dziecięcej i młodzieżowej, scenarzysta filmowy, lektor radiowy (zm. 1982)
  - Dom Mintoff, maltański polityk, premier Malty (zm. 2012)
  - Adolf Nasz, polski etnograf, archeolog (zm. 1973)
  - Erik Nilsson, szwedzki piłkarz (zm. 1995)
- 1917:
  - Robert Mitchum, amerykański aktor (zm. 1997)
  - Branka Musulin, chorwacko-niemiecka pianistka, pedagog (zm. 1975)
- 1918 – Norman Granz, amerykański impresario jazzowy, producent muzyczny pochodzenia żydowskiego (zm. 2001)
- 1919:
  - Pauline Betz, amerykańska tenisistka (zm. 2011)
  - Zbigniew Kiliński, polski tancerz, choreograf (zm. 1993)
- 1920:
  - Hubert Germain, francuski wojskowy, polityk, minister poczty i telekomunikacji (zm. 2021)
  - Ella Raines, amerykańska aktorka (zm. 1988)
  - Eugeniusz Szatkowski, polski aktor (zm. 2000)
- 1921 – Andriej Czen Ir Son, radziecki piłkarz, trener pochodzenia koreańskiego (zm. 1984)
- 1922 – Anna Bursche-Lindnerowa, polska łyżwiarka figurowa (zm. 2002)
- 1923:
  - Hans Aebli, szwajcarski psycholog, pedagog (zm. 1990)
  - Bolesław Chocha, polski generał dywizji (zm. 1987)
  - Derek Prag, brytyjski polityk (zm. 2010)
- 1924:
  - Władimir Klujew, radziecki polityk (zm. 1998)
  - Irena Żurańska, polska biolog, wykładowczyni akademicka (zm. 2022)
- 1925:
  - Lilyan Chauvin, amerykańska aktorka (zm. 2008)
  - Matias González, urugwajski piłkarz (zm. 1984)
  - Stanisław Kałużyński, polski językoznawca, ałtaista, mongolista, turkolog, wykładowca akademicki (zm. 2007)
  - Krystyna Kobylańska, polska muzykolog, chopinolog (zm. 2009)
- 1926:
  - Janet Asimov, amerykańska pisarka science fiction, psychiatra, psychoanalityk (zm. 2019)
  - Frank Finlay, brytyjski aktor (zm. 2016)
  - Alina Hejnowicz, botanik, dendrolog, wykładowca akademicki (zm. 2010)
- 1927:
  - William D. Ford, amerykański polityk (zm. 2004)
  - Teodor Kocerka, polski wioślarz (zm. 1999)
  - Arturo Armando Molina, salwadorski wojskowy, polityk, prezydent Salwadoru (zm. 2021)
  - Lois Nettleton, amerykańska aktorka (zm. 2008)
  - Theodor Wagner, austriacki piłkarz (zm. 2020)
- 1928:
  - Vince Powell, brytyjski scenarzysta filmowy (zm. 2009)
  - Andy Warhol, amerykański grafik, malarz, artysta pop-artu pochodzenia łemkowskiego (zm. 1987)
  - Wojciech Zagórski, polski aktor (zm. 2016)
- 1929:
  - Willy Kernen, szwajcarski piłkarz (zm. 2009)
  - Winicjusz Więckowski, polski aktor (zm. 1982)
  - (lub 2 sierpnia) Kateb Yacine, algierski poeta, dramaturg (zm. 1989)
- 1930:
  - Zygmunt Koziarski, polski autor filmów dokumentalnych (zm. 2001)
  - Abbey Lincoln, amerykańska wokalistka jazzowa, kompozytorka, aktorka (zm. 2010)
  - Rubén Morán, urugwajski piłkarz (zm. 1978)
- 1931:
  - Kadri Aytaç, turecki piłkarz (zm. 2003)
  - Victor Dubowitz, brytyjski pediatra, neurolog
  - Umberto Lenzi, włoski reżyser i scenarzysta filmowy (zm. 2017)
  - Andrzej Tomza, polski strzelec sportowy (zm. 2006)
- 1932:
  - Mirosław Cybulko, polski lekarz, polityk, minister zdrowia i opieki społecznej (zm. 2015)
  - Michael Deeley, brytyjski producent filmowy
  - Rafael Gracz, rosyjski łyżwiarz szybki (zm. 1982)
  - Howard Hodgkin, brytyjski malarz (zm. 2017)
  - Mariusz Kulczykowski, polski historyk, wykładowca akademicki (zm. 2018)
  - Gösta Sandberg, szwedzki piłkarz, hokeista, gracz bandy (zm. 2006)
- 1933:
  - József Bencsics, węgierski piłkarz (zm. 1995)
  - Ulrich Biesinger, niemiecki piłkarz (zm. 2011)
  - Zbigniew Gruca, polski chirurg, endokrynolog, gastroenterolog (zm. 2022)
  - Andrzej Hopfer, polski geodeta, profesor nauk technicznych, lekkoatleta, sprinter, średniodystansowiec (zm. 2023)
  - Aleksandr Priwałow, rosyjski biathlonista (zm. 2021)
- 1934:
  - Piers Anthony, brytyjski pisarz science fiction
  - Chris Bonington, brytyjski wspinacz
  - Peter Findeisen, niemiecki kierowca wyścigowy
  - Landelino Lavilla, hiszpański prawnik, polityk, minister sprawiedliwości, przewodniczący Kongresu Deputowanych (zm. 2020)
  - Diane di Prima, amerykańska poetka (zm. 2020)
  - Włodzimierz Waliszewski, polski matematyk, wykładowca akademicki (zm. 2013)
- 1935:
  - Fortunato Baldelli, włoski kardynał (zm. 2012)
  - Irma Capece Minutolo, włoska aktorka (zm. 2023)
  - Mário Coluna, portugalski piłkarz, polityk (zm. 2014)
  - Ferruccio Pisoni, włoski nauczyciel, polityk, eurodeputowany (zm. 2020)
- 1936:
  - Kazimierz Gierżod, polski pianista, pedagog (zm. 2018)
  - Dražan Jerković, chorwacki piłkarz, trener (zm. 2008)
  - Herbert Schnädelbach, niemiecki filozof, wykładowca akademicki (zm. 2024)
- 1937:
  - Baden Powell de Aquino, brazylijski gitarzysta, kompozytor (zm. 2000)
  - Charlie Haden, amerykański kontrabasista jazzowy (zm. 2014)
  - Barbara Windsor, brytyjska aktorka (zm. 2020)
- 1938:
  - Paul Bartel, amerykański aktor (zm. 2000)
  - Solomon Berewa, sierraleoński polityk, wiceprezydent (zm. 2020)
  - Maximiliano Garafulic, chilijski koszykarz pochodzenia chorwackiego (zm. 2007)
  - Igor Łuczenok, białoruski kompozytor (zm. 2018)
  - Malcolm McCusker, australijski prawnik, polityk
- 1939:
  - Juan Carlos Stauskas, argentyński piłkarz
  - Susumu Tonegawa, japoński immunolog, laureat Nagrody Nobla
- 1940:
  - Muchu Alijew, dagestański polityk, prezydent Dagestanu
  - Maria Grabowska, polska lekkoatletka, oszczepniczka
  - Andrzej Nowakowski, polski trener koszykówki
  - Louise Sorel, amerykańska aktorka
- 1941:
  - Victor Manuel Contreras, meksykański rzeźbiarz, malarz (zm. 2023)
  - Robert Dumontois, francuski wioślarz
  - Joseph Gonzales, francuski bokser
  - Karlheinz Liefers, niemiecki aktor, reżyser filmowy (zm. 2006)
- 1942:
  - Jerzy Izdebski, polski wokalista, muzyk, dziennikarz radiowy, działacz polityczny i samorządowy (zm. 2010)
  - George Jung, amerykański przestępca, przemytnik narkotyków (zm. 2021)
  - Ron Nachman, izraelski polityk (zm. 2013)
- 1943:
  - Helmut Pfleger, niemiecki szachista, dziennikarz szachowy
  - Jon Postel, amerykański informatyk, współtwórca Internetu (zm. 1998)
  - Jerzy Wawszczak, polski inżynier, wykładowca akademicki, polityk, wojewoda płocki
- 1944:
  - Stefan Bednarek, polski teoretyk i historyk kultury (zm. 2022)
  - Włodzimierz Komorski, polski hokeista, trener
  - Phạm Gia Khiêm, wietnamski polityk
- 1945:
  - Maria Grzelka, polska prawnik, sędzia Sądu Najwyższego
  - Marianna Olkowska, polska pisarka, poetka, malarka (zm. 2024)
  - Alberto Tanasini, włoski duchowny katolicki, biskup pomocniczy Genui, biskup Chiavari (zm. 2024)
- 1946:
  - Ron Davies, brytyjski polityk
  - Élisabeth Guigou, francuska polityk
  - Allan Holdsworth, brytyjski gitarzysta, członek zespołów: UK i Level 42 (zm. 2017)
  - Peter Simonischek, austriacki aktor (zm. 2023)
- 1947:
  - Marek Barański, polski dziennikarz
  - Leszek Kordylewski, polski biolog, esperantysta (zm. 2025)
  - Mohammad Nadżibullah, afgański polityk, prezydent Afganistanu (zm. 1996)
  - Oliver Tobias, brytyjski aktor pochodzenia szwajcarskiego
- 1948:
  - Mykoła Awiłow, ukraiński lekkoatleta, wieloboista
  - Lars Larsen, duński przedsiębiorca (zm. 2019)
  - Marek Litewka, polski aktor (zm. 2024)
  - Raisa Obodowska, ukraińska kolarka torowa i szosowa (zm. 2012)
  - Henryk Sapalski, polski ekonomista, samorządowiec, prezydent Bydgoszczy
  - Jerzy Sychut, polski żeglarz, działacz opozycji antykomunistycznej (zm. 2017)
  - Goran Tribuson, chorwacki pisarz
- 1949:
  - Jonas Eduardo Américo, brazylijski piłkarz
  - Alicja Kaczorowska, polska anestezjolog, polityk, poseł na Sejm RP
  - Nikołaj Kowalow, rosyjski generał, polityk (zm. 2019)
  - Erich Schaedler, szkocki piłkarz pochodzenia niemieckiego (zm. 1985)
  - Larry Silva, amerykański duchowny katolicki, biskup Honolulu
  - Jerzy Żyżyński, polski ekonomista, polityk, poseł na Sejm RP
- 1950:
  - Damião António Franklin, angolski duchowny katolicki, arcybiskup Luandy (zm. 2014)
  - Ephraim Mashaba, południowoafrykański piłkarz, trener
  - Winston Scott, amerykański pilot wojskowy, astronauta
- 1951:
  - Francesco Beschi, włoski duchowny katolicki, biskup Bergamo
  - Marian Binek, polski profesor nauk weterynaryjnych
  - Ignacio Bosque, hiszpański językoznawca, leksykograf, wykładowca akademicki
  - Krystyna Chojnicka, polska prawnik, wykładowczyni akademicka
  - Mike Green, amerykański koszykarz
  - Catherine Hicks, amerykańska aktorka
  - Christophe de Margerie, francuski przedsiębiorca (zm. 2014)
- 1952:
  - Wojciech Fortuna, polski skoczek narciarski
  - Brian Levant, amerykański reżyser, scenarzysta i producent filmowy
  - Janusz Reiter, polski dyplomata, publicysta
  - Chuck Russell, amerykański aktor, reżyser i producent filmowy
  - Michael Stamm, amerykański pływak
  - Vinnie Vincent, amerykański gitarzysta, członek zespołu Kiss
- 1953:
  - Anatolij Bykow, rosyjski zapaśnik
  - Stella Maessen, holenderska piosenkarka
  - Jerzy Mazur, polski duchowny katolicki, biskup irkucki, biskup ełcki
  - Ludwik Węgrzyn, polski prawnik, samorządowiec, prezes Związku Powiatów Polskich (zm. 2022)
- 1954:
  - El Hortelano, hiszpański rysownik, ilustrator, malarz (zm. 2016)
  - Kevin Jarre, amerykański scenarzysta filmowy (zm. 2011)
  - Wacłau Stankiewicz, litewski samorządowiec, polityk, dyplomata pochodzenia białoruskiego
- 1955:
  - Lars Adaktusson, szwedzki dziennikarz, polityk
  - Piotr M. Boroń, polski działacz niepodległościowy, związkowy i społeczny (zm. 2017)
  - Andrzej Meyer, polski ekonomista, polityk, wojewoda podlaski (zm. 2016)
  - Tom Sandberg, norweski kombinator norweski
  - Timothy Williamson, brytyjski filozof, wykładowca akademicki
- 1956:
  - Madżid Biszkar, irański piłkarz
  - Mike McIntyre, amerykański piłkarz
  - Jacek Osiewalski, polski ekonomista, wykładowca akademicki
  - Sergio Santín, urugwajski piłkarz, trener
- 1957:
  - Lubow Gurina, rosyjska lekkoatletka, biegaczka średniodystansowa
  - Jim McGreevey, amerykański polityk
- 1958:
  - Ricky Echolette, niemiecki gitarzysta, klawiszowiec, kompozytor, członek zespołu Alphaville
  - Philippe Jeannol, francuski piłkarz
  - Souleymane Ndéné Ndiaye, senegalski polityk, premier Senegalu
  - Didier Reynders, belgijski i waloński polityk
  - Mitchell Rozanski, amerykański duchowny katolicki, biskup pomocniczy Baltimore pochodzenia polskiego
  - Július Strnisko, słowacki zapaśnik (zm. 2008)
- 1959:
  - Grant Aleksander, amerykański aktor, reżyser filmowy
  - Guy Kolelas, kongijski ekonomista, polityk, minister rybołówstwa oraz służby publicznej i reformy państwa (zm. 2021)
  - Darwin Rudy Andino Ramírez, honduraski duchowny katolicki, biskup pomocniczy Tegucigalpy, biskup Santa Rosa de Copán
- 1960:
  - Andrzej Hachuła, polski hokeista (zm. 2024)
  - Bogumiła Łącka, polska kajakarka
  - Philippe Omnès, francuski szermierz
  - Jacek Paruszyński, polski aktor
  - Edmund Stasiak, polski gitarzysta, członek zespołów: Lady Pank i Emigranci
- 1961:
  - Jozef Kollár, słowacki ekonomista, polityk
  - Kjell Westö, fiński poeta, eseista, prozaik, dziennikarz pochodzenia szwedzkiego
- 1962:
  - Milan Cabrnoch, czeski lekarz, polityk
  - Gieorgij Szajduko, rosyjski żeglarz sportowy (zm. 2023)
  - Michelle Yeoh, malezyjska aktorka
- 1963:
  - Robert Lenard Bachmann, polski malarz, fotograf, konstruktor mobili, twórca obiektów kinetic art i instalacji przestrzennych
  - Thomas Bohrer, amerykański wioślarz
  - Tony Dees, niemiecki lekkoatleta, płotkarz
  - Leif Edling, szwedzki basista, kompozytor, autor tekstów, członek zespołów: Candlemass, Abstrakt Algebra, Krux, Avatarium i The Doomsday Kingdom
  - Lucyna Grobicka, polska prezenterka telewizyjna (zm. 2013)
  - Sabine Gruber, niemiecka pisarka
  - Kevin Mitnick, amerykański informatyk, cracker pochodzenia żydowskiego (zm. 2023)
  - Eros Poli, włoski kolarz szosowy
- 1965:
  - Luc Alphand, francuski narciarz alpejski
  - Krzysztof Burnetko, polski dziennikarz, publicysta
  - Jarosław Giszka, polski piłkarz (zm. 2010)
  - Yuki Kajiura, japońska kompozytorka
  - Juliane Köhler, niemiecka aktorka
  - Stéphane Peterhansel, francuski kierowca i motocyklista rajdowy
  - Jacek Poniedziałek, polski aktor
  - Aleś Puszkin, białoruski malarz, performer, działacz opozycyjny (zm. 2023)
  - David Robinson, amerykański koszykarz
  - Thomas Schönlebe, niemiecki lekkoatleta, sprinter
- 1966:
  - Michael Hilgers, niemiecki hokeista na trawie
  - Robyn Miller, amerykański projektant gier komputerowych, kompozytor
  - Jean-Christophe Savignoni, francuski kolarz górski
  - Tomasz Smolarz, polski samorządowiec, polityk, wojewoda dolnośląski, poseł na Sejm RP
  - Francisco Villarroya, hiszpański piłkarz
  - Juan Vizcaíno, hiszpański piłkarz
- 1967:
  - Miłosz Biedrzycki, polski inżynier, geofizyk, poeta, tłumacz
  - Marek Zagórski, polski dziennikarz, polityk, poseł na Sejm RP, minister cyfryzacji
- 1968:
  - Celena Mondie-Milner, amerykańska lekkoatletka, sprinterka
  - Gary O’Toole, irlandzki pływak
  - Violetta Porowska, polska urzędniczka państwowa, wicewojewoda opolski
  - Patricia Tarabini, argentyńska tenisistka
- 1969:
  - Mike Budenholzer, amerykański trener koszykówki
  - Dariusz Grobelny, polski siatkarz
  - Wanda Krawczonok, litewska działaczka samorządowa, polityk pochodzenia polskiego
  - Sören Lausberg, niemiecki kolarz torowy
  - Rokas Masiulis, litewski ekonomista, menedżer, polityk
  - Elliott Smith, amerykański muzyk i wokalista rockowy (zm. 2003)
- 1970:
  - Yutaka Akita, japoński piłkarz
  - Rex Andrew Alarcon, filipiński duchowny katolicki, biskup Daet
  - Pedro Barbosa, portugalski piłkarz
  - Anna Nobel-Nobielska, polska charakteryzatorka filmowa
  - M. Night Shyamalan, indyjski aktor, reżyser, scenarzysta i producent filmowy
  - Charis Teocharis, grecki polityk
  - Veronika Týblová, czeska aktorka
  - Martín Zúñiga, meksykański piłkarz, bramkarz
- 1971:
  - Fatman Scoop, amerykański raper, producent muzyczny (zm. 2024)
  - Federico Giunti, włoski piłkarz
  - Conor McPherson, irlandzki pisarz, reżyser
  - Olga Owczynnikowa, białoruska siatkarka
- 1972:
  - Paolo Bacigalupi, amerykański pisarz science fiction
  - Cleocir Bonetti, brazylijski duchowny katolicki, biskup Caçador
  - Geri Halliwell, brytyjska piosenkarka
  - Ihosvany Hernández Rivera, kubański siatkarz
  - Marco Morgenstern, niemiecki biathlonista
  - Jason O’Mara, amerykański aktor
  - Rafał Rostkowski, polski sędzia piłkarski
- 1973:
  - Vera Farmiga, amerykańska aktorka
  - Uwe Gospodarek, niemiecki piłkarz, bramkarz
  - Grzegorz Kotowicz, polski kajakarz
  - Donna Lewis, walijska piosenkarka
  - Stuart O’Grady, australijski kolarz torowy i szosowy
- 1974:
  - Ever Carradine, amerykańska aktorka
  - Alaksandr Jaszeuski, białoruski duchowny katolicki, biskup pomocniczy mińsko-mohylewski
  - Alexandra Mehnert, niemiecka polityk, eurodeputowana
  - Aleksandr Rechwiaszwili, gruziński piłkarz
  - Andrea Ribeca, włoski didżej, producent muzyczny
  - Tomasz Sulej, polski paleobiolog, wykładowca akademicki
  - Jacek Szymczak, polski reżyser, scenarzysta i operator filmowy (zm. 2015)
  - Adrian Voinea, rumuński tenisista
  - Alvin Williams, amerykański koszykarz, trener
- 1975:
  - Jason Crump, australijski żużlowiec
  - Renate Götschl, austriacka narciarka alpejska
  - Ivica Grlić, bośniacki piłkarz
  - Katja Koren, słoweńska narciarka alpejska
  - Ángeles Montolio, hiszpańska tenisistka
  - Ilja Ponomariow, rosyjski fizyk, przedsiębiorca, polityk
  - Giorgio Rocca, włoski narciarz alpejski
- 1976:
  - Zoila Barros Fernández, kubańska siatkarka
  - André Florschütz, niemiecki saneczkarz
  - Melissa George, australijska aktorka
  - Paweł Maj, polski przedsiębiorca, samorządowiec, prezydent Puław
  - Soleil Moon Frye, amerykańska aktorka
- 1977:
  - Ashlie Atkinson, amerykańska aktorka
  - Aneta Michalak-Białkowska, polska kajakarka
  - Piotr Miś, polski koszykarz
  - Zdenka Podkapová, czeska aktorka erotyczna
  - Bartosz Wuszter, polski piłkarz ręczny
- 1978:
  - Rotson Kilambe, zambijski piłkarz
  - Marisa Miller, amerykańska modelka
- 1979:
  - Robin Bacul, czeski hokeista
  - André Barreto, brazylijski piłkarz
  - Jaime Correa, meksykański piłkarz
  - Randy Holcomb, amerykański koszykarz
  - Erol Iba, indonezyjski piłkarz
  - Agnieszka Oryńska-Lesicka, polska aktorka
  - Travis Reed, amerykański koszykarz
- 1980:
  - Vita Kuktienė, litewska koszykarka
  - Saad Al-Shammari, katarski piłkarz pochodzenia saudyjskiego
  - Gabriele Bosisio, włoski kolarz szosowy
  - Danny Collins, angielski piłkarz
  - Titus Mulama, kenijski piłkarz
  - Roman Weidenfeller, niemiecki piłkarz, bramkarz
- 1981:
  - Lucie Décosse, francuska judoczka
  - Andrea Gasbarroni, włoski piłkarz
  - Abdul Kader Keïta, iworyjski piłkarz
  - Vitantonio Liuzzi, włoski kierowca wyścigowy
  - Travie McCoy, amerykański raper, piosenkarz
  - Fabrice Mercury, gwadelupski piłkarz
- 1982:
  - Romola Garai, brytyjska aktorka pochodzenia żydowskiego
  - Jana Jacková, czeska szachistka
  - Rafał Kaczor, polski bokser
  - Kevin Van Der Perren, belgijski łyżwiarz figurowy
  - Christian Prawda, austriacki piłkarz
- 1983:
  - Viktorija Čmilytė-Nielsen, litewska szachistka, polityk, przewodnicząca Sejmu
  - Björn Kircheisen, niemiecki kombinator norweski
  - Gilda de Oliveira, brazylijska zapaśniczka
  - Robin van Persie, holenderski piłkarz
  - Karolina Rudzińska, polska prawnik, urzędniczka państwowa
  - Aleksandr Sonin, rosyjski piłkarz
  - Martin Thörnberg, szwedzki hokeista
- 1984:
  - Marco Airosa, angolski piłkarz
  - Maksat Bajżanow, kazachski piłkarz
  - Władimir Biełow, rosyjski szachista
  - Choi Hyeon-ju, południowokoreańska łuczniczka
  - Helena Ekholm, szwedzka biathlonistka
  - Enrique Escalante, portorykański siatkarz
  - Sandra Frei, szwajcarska snowboardzistka
  - Jesús Gómez, wenezuelski piłkarz
  - Vedad Ibišević, bośniacki piłkarz
  - Maja Ognjenović, serbska siatkarka
  - Gholamreza Rezaei, irański piłkarz
  - Andy Wilkinson, angielski piłkarz
  - Gonzalo Zárate, argentyński piłkarz
  - Ousseni Zongo, burkiński piłkarz
- 1985:
  - Michael Andrei, niemiecki siatkarz pochodzenia rumuńskiego
  - Paulina Biranowska, polska siatkarka
  - Ana Drev, słoweńska narciarka alpejska
  - Bafétimbi Gomis, francuski piłkarz pochodzenia senegalskiego
  - Garrett Weber-Gale, amerykański pływak
- 1986:
  - Maria Diana Bursuc, rumuńska wioślarka
  - Jérôme Coppel, francuski kolarz szosowy
  - Dominika Kimaty, polska aktorka, tancerka, piosenkarka
  - Sunny Lax, węgierski producent muzyczny
  - Martin Repinski, estoński rolnik, polityk
  - Jewgienij Siwożelez, rosyjski siatkarz
  - Sara Skyttedal, szwedzka działaczka samorządowa, polityk, eurodeputowana
  - Jekatierina Szarmina, rosyjska lekkoatletka, biegaczka średniodystansowa
  - Deonta Vaughn, amerykański koszykarz
  - Yu Song, chińska judoczka
- 1987:
  - Siarhiej Kislak, białoruski piłkarz
  - Emmanuel Ragondet, francuski siatkarz
  - Tosaint Ricketts, kanadyjski piłkarz pochodzenia jamajskiego
  - Rémy Riou, francuski piłkarz, bramkarz
  - Kateryna Tarasenko, ukraińska wioślarka
- 1988:
  - Vasıf Arzumanov, turecki zapaśnik pochodzenia azerskiego
  - Natalia Erdynijewa, rosyjska łuczniczka
  - Masud Esma’ilpur, irański zapaśnik
  - Simon Mignolet, belgijski piłkarz, bramkarz
- 1989:
  - Aymen Abdennour, tunezyjski piłkarz
  - Sydney Colson, amerykańska koszykarka
  - Tongo Hamed Doumbia, malijski piłkarz
  - Róża Gumienna, polska kick-bokserka
  - Carli Lloyd, amerykańska siatkarka
  - Yu Wenxia, chińska modelka, zdobywczyni tytułu Miss World
- 1990:
  - Abigél Joó, węgierska judoczka
  - Daniel Orton, amerykański koszykarz
  - JonBenét Ramsey, amerykańska dziewczynka, uczestniczka konkursów piękności (zm. 1996)
- 1991:
  - Jakub Czerwiński, polski piłkarz
  - Issoufou Dayo, burkiński piłkarz
  - Wilmer Flores, wenezuelski baseballista
  - Marek Hanousek, czeski piłkarz
  - Maciej Janowski, polski żużlowiec
  - Jiao Liuyang, chińska pływaczka
  - Kristian Karlsson, szwedzki tenisista stołowy
  - Antonella Palmisano, włoska lekkoatletka, chodziarka
- 1992:
  - Mehdi Abeid, algierski piłkarz
  - Alizée Baron, francuska narciarka dowolna
  - Igor Jakubowski, polski bokser
  - Justyna Karpała, polska judoczka
  - Tara Moore, brytyjska tenisistka
  - Christian Sørensen, duński piłkarz
- 1993:
  - Patimat Bagomiedowa, rosyjsko-azerska zapaśniczka
  - Jekatierina Jaszyna, rosyjska tenisistka
  - Andrea Kossanyiová, czeska siatkarka
  - Lena Malkus, niemiecka lekkoatletka, skoczkini w dal
  - Amin Younes, niemiecki piłkarz pochodzenia libańskiego
  - Özge Yurtdagülen, turecka siatkarka
- 1994:
  - Andreas Athanasiou, kanadyjski hokeista
  - Murad Bazarov, azerski zapaśnik
  - Altancecegijn Batceceg, mongolska zapaśniczka
  - Danilo Cataldi, włoski piłkarz
  - Christian Djoos, szwedzki hokeista
  - Anthony Durham, amerykański koszykarz
  - Colin Joyce, amerykański kolarz szosowy
  - Jean-Marc Pontvianne, francuski lekkoatleta, trójskoczek
- 1995:
  - Rebecca Peterson, szwedzka tenisistka
  - Aleksandyr Wezenkow, bułgarski koszykarz
  - Ulla Zirne, łotewska saneczkarka
- 1996:
  - Timothy Awany, ugandyjski piłkarz
  - Kiprian Berbatow, bułgarski szachista
  - Diana Meluszkyna, ukraińska siatkarka
- 1997:
  - Rinka Duijndam, holenderska piłkarka ręczna, bramkarka
  - David Moreira, brazylijski zapaśnik
  - Kristína Schmiedlová, słowacka tenisistka
  - Marcus Thuram, francuski piłkarz pochodzenia gwadelupskiego
- 1998:
  - Connor Brown, nowozelandzki kolarz szosowy i torowy
  - Elżbieta Gabryszak, polska łyżwiarka figurowa
  - Vadim Gulceac, mołdawski piłkarz
  - Einar Lurås Oftebro, norweski dwuboista klasyczny
  - Nina Luyer, austriacka lekkoatletka, skoczkini wzwyż
  - Jack Scanlon, brytyjski aktor
- 1999:
  - Almighty Jay, amerykański raper
  - Rebeka Masarova, szwajcarska tenisistka pochodzenia słowacko-hiszpańskiego
- 2001:
  - Meiriele Hora, brazylijska zapaśniczka
  - Salvador Rodríguez, meksykański piłkarz
- 2002:
  - Tommy Conway, szkocki piłkarz
  - Magomied Szaripow, bahrajński zapaśnik pochodzenia dagestańskiego
- 2003:
  - Mario Mitaj, albański piłkarz
  - Luca Nardi, włoski tenisista
  - Filip Wilak, polski piłkarz
- 2004 – Maksymilian Szwed, polski lekkoatleta, sprinter

## Zmarli
- 258 – Sykstus II, papież, święty (ur. 223)
- 523 – Hormizdas, papież, święty (ur. 478)
- 966 – Berengar II, margrabia Ivrei, król Włoch (uzurpator) (ur. przed 913)
- 1162 – Rajmund Berengar IV Święty, hrabia Barcelony, książę Aragonii (ur. ok. 1113)
- 1195 – Henryk Lew, książę Saksonii i Bawarii (ur. 1129)
- 1221 – Dominik Guzmán, hiszpański duchowny katolicki, założyciel zakonu dominikanów, święty (ur. ok. 1170)
- 1272 – Stefan V, król Węgier i Chorwacji (ur. ok. 1239)
- 1273 – (lub 1274) Konrad I, książę żagański (ur. ?)
- 1332 – Wilhelm XII, hrabia Owernii i Boulogne (ur. ok. 1300)
- 1384 – Franciszek I Gattilusio, genueński władca Lesbos (ur. ?)
- 1414 – Władysław I, król Neapolu (ur. 1377)
- 1458 – Kalikst III, papież (ur. 1378)
- 1459 – Sultan Ibrahim, władca z dynastii Timurydów (ur. 1440)
- 1499 – Jean Bilhères de Lagraulas, francuski duchowny katolicki, biskup Lombez, biskup koadiutor Saintes, biskup Condom i biskup Viviers, dyplomata, kardynał (ur. 1434 lub 39)
- 1520 – Kunegunda Habsburżanka, arcyksiężniczka austriacka, księżna bawarska (ur. 1465)
- 1537 – Rodrigo Luis de Borja y de Castre-Pinós, hiszpański kardynał (ur. 1524)
- 1578 – Rudolf Clenck, niemiecki teolog katolicki, podróżnik (ur. 1528)
- 1585 – Jermak Timofiejewicz, rosyjski ataman kozacki, zdobywca Syberii (ur. ?)
- 1588 – Jozjasz I, hrabia Waldeck-Eisenberg (ur. 1554)
- 1607 – Benedykt Gąsiorek, polski bernardyn, wikariusz, gwardian (ur. ok. 1550)
- 1623 – Anne Hathaway, Angielka, żona Williama Shakespeare’a (ur. 1556)
- 1637 – Ben Jonson, angielski dramaturg, poeta, aktor (ur. 1572)
- 1657 – Bohdan Chmielnicki, ukraiński hetman kozacki, przywódca powstania przeciwko Rzeczypospolitej (ur. 1595)
- 1660 – Diego Velázquez, hiszpański malarz (ur. 1599)
- 1661 – Angélique Arnauld, francuska cysterka (ur. 1591)
- 1676 – Wetamoo, jedna z przywódczyń Indian z plemienia Wampanoagów w Nowej Anglii (ur. 1635)
- 1679 – Johann von Sporck, niemiecki hrabia, dowódca wojskowy (ur. 1600)
- 1694 – Antoine Arnauld, francuski teolog, filozof (ur. 1612)
- 1699 – Albrecht, współksiążę Saksonii-Gotha-Altenburg, książę Saksonii-Coburg (ur. 1648)
- 1713 – Johannes Olearius, niemiecki filolog, teolog luterański (ur. 1639)
- 1716 – Fryderyk August, książę Wirtembergii-Neuenstadt (ur. 1653)
- 1746 – Chrystian VI Oldenburg, król Danii i Norwegii (ur. 1699)
- 1755:
  - August Ludwik, książę Anhalt-Köthen (ur. 1697)
  - Józef Lubomirski, polski książę, generał, polityk (ur. ?)
- 1757 – Ádám Mányoki, węgierski malarz portrecista (ur. 1673)
- 1794 – Henry Bathurst, brytyjski arystokrata, prawnik, polityk (ur. 1714)
- 1796 – David Allan, szkocki malarz (ur. 1744)
- 1799 – Marcus Élieser Bloch, niemiecki lekarz, ichtiolog (ur. 1723)
- 1820 – Fryderyka Charlotta von Hohenzollern, księżniczka pruska, księżna Yorku i Albany (ur. 1767)
- 1821 – Antonio Bartolomeo Bruni, włoski kompozytor, dyrygent, skrzypek (ur. 1757)
- 1828:
  - Konstantin von Benckendorff, rosyjski generał, dyplomata pochodzenia bałtycko-niemieckiego (ur. 1785)
  - Jan Baptysta Kleczyński, polski skrzypek, kompozytor, dyrygent (ur. 1756)
- 1835 – Ludwik Michał Pac, polski generał (ur. 1778)
- 1848:
  - Clement Dorsey, amerykański polityk (ur. 1778)
  - (lub 5 sierpnia) Nicola Vaccai, włoski kompozytor, pedagog (ur. 1790)
- 1851 – Franz von Winckler, niemiecki posiadacz ziemski, przemysłowiec (ur. 1803)
- 1858 – Jacob Jacobson, niemiecki lekarz pochodzenia żydowskiego (ur. 1807)
- 1873 – Odilon Barrot, francuski adwokat, polityk, premier Francji (ur. 1791)
- 1875 – Gabriel García Moreno, ekwadorski pisarz polityczny, polityk, prezydent Ekwadoru (ur. 1821)
- 1879 – Johann von Lamont, niemiecki astronom pochodzenia szkockiego (ur. 1805)
- 1882 – Régis François Gignoux, francuski malarz (ur. 1816)
- 1889 – Guglielmo Massaja, włoski kardynał, czcigodny Sługa Boży (ur. 1809)
- 1890 – William Kemmler, amerykański morderca, pierwsza ofiara krzesła elektrycznego (ur. 1860)
- 1891 – Henry Litolff, brytyjski kompozytor, pianista, wydawca muzyczny (ur. 1818)
- 1897 – Albert Marth, niemiecki astronom (ur. 1828)
- 1904:
  - Eduard Hanslick, austriacki krytyk muzyczny (ur. 1825)
  - Maria Franciszka Rubatto, włoska zakonnica, błogosławiona (ur. 1844)
- 1906:
  - Matylda, księżniczka bawarska (ur. 1877)
  - George Waterhouse, australijski i nowozelandzki polityk, premier Australii Południowej i Nowej Zelandii (ur. 1824)
- 1908:
  - Léon Perrault, francuski malarz (ur. 1832)
  - Albert Venn, amerykański zawodnik lacrosse (ur. 1867)
- 1909:
  - Diomede Panici, włoski duchowny katolicki, arcybiskup, urzędnik Kurii Rzymskiej (ur. 1841)
  - Wincenty Sleńdziński, polski malarz, zesłaniec (ur. 1837)
- 1910 – Klimek Bachleda, polski przewodnik górski, ratownik TOPR (ur. 1851)
- 1911 – Florentino Ameghino, argentyński zoolog, paleontolog, antropolog, wykładowca akademicki pochodzenia włoskiego (ur. 1854)
- 1912:
  - Aleksander Jeżewski, polski kapitan, uczestnik powstania styczniowego (ur. 1843)
  - Ferdynand Obtułowicz, polski lekarz, działacz społeczny (ur. 1851)
- 1913 – Reginald Lee, brytyjski marynarz, obserwator na „Titanicu” (ur. 1870)
- 1914:
  - Alfred Hegar, niemiecki chirurg, ginekolog (ur. 1830)
  - Ellen Wilson, amerykańska pierwsza dama (ur. 1860)
- 1915:
  - Stanisław Długosz, polski oficer I Brygady Legionów, poeta, historyk (ur. 1892)
  - Edward Kozłowski, amerykański duchowny katolicki, biskup pomocniczy Milwaukee pochodzenia polskiego (ur. 1860)
- 1916 – Franz Eckert, niemiecki kompozytor (ur. 1852)
- 1918 – Jan Nepomucen Franke, polski inżynier, wykładowca akademicki (ur. 1846)
- 1920:
  - Stefan Bastyr, polski kapitan pilot inżynier (ur. 1890)
  - Remus von Woyrsch, pruski feldmarszałek (ur. 1847)
  - Stefan Żochowski, polski podporucznik pilot (ur. 1898)
- 1921 – Arthur Saxon, niemiecki siłacz, artysta cyrkowy (ur. 1878)
- 1922 – Thomas Pryce-Jenkins, walijski rugbysta, lekarz (ur. 1864)
- 1924 – Zenon Adam Remi, polski architekt (ur. 1873)
- 1925:
  - Naftali Botwin, polski zamachowiec, działacz komunistyczny pochodzenia żydowskiego (ur. 1905)
  - Józef Bromirski, polski ziemianin, działacz niepodległościowy (ur. 1865)
  - Grigorij Kotowski, radziecki dowódca wojskowy (ur. 1881)
  - Gregorio Ricci-Curbastro, włoski matematyk, wykładowca akademicki (ur. 1853)
- 1927:
  - Emilian Radomiński, polski działacz niepodległościowy, uczestnik powstania styczniowego (ur. 1850)
  - (data zaginięcia) Włodzimierz Zagórski, polski generał brygady pilot (ur. 1882)
- 1928 – Edmund Krzymuski, polski prawnik, wykładowca akademicki, poeta (ur. 1852)
- 1930:
  - Aleksiej Kulabko, rosyjski fizjolog, wykładowca akademicki (ur. 1866)
  - Joseph Le Bel, francuski chemik, wykładowca akademicki (ur. 1847)
  - Mieczysław Adam Wysocki, polski malarz (ur. 1900)
- 1931 – Bix Beiderbecke, amerykański muzyk i kompozytor jazzowy (ur. 1903)
- 1932 – Seweryn Sterling, polski lekarz pochodzenia żydowskiego (ur. 1864)
- 1933 – Władysław Mazurkiewicz, polski lekarz, farmaceuta, wykładowca akademicki (ur. 1871)
- 1935 – Adam Ciompa, polski pisarz, malarz (ur. 1901)
- 1936:
  - Ramón Acín, hiszpański anarchosyndykalista, nauczyciel, pisarz, artysta awangardowy (ur. 1888)
  - Karol López Vidal, hiszpański działacz Akcji Katolickiej, męczennik, błogosławiony (ur. 1894)
  - Josep Sunyol, kataloński polityk, działacz piłkarski (ur. 1898)
- 1938 – Warner Oland, szwedzki aktor (ur. 1879)
- 1939:
  - Jerzy Kossowski, polski pułkownik pilot (ur. 1892)
  - Michaił Krol, białoruski neurolog, wykładowca akademicki (ur. 1879)
- 1941:
  - (lub 27 września) Norbert Barlicki, polski działacz socjalistyczny, publicysta, prawnik, nauczyciel (ur. 1880)
  - Leonid Leonidow, rosyjski aktor, reżyser, pedagog (ur. 1873)
  - Izabela Sadoveanu-Evan, rumuńska krytyk literacka, dziennikarka, poetka, feministka, nauczycielka (ur. 1870)
- 1942:
  - Roman Kramsztyk, polski malarz pochodzenia żydowskiego (ur. 1885)
  - Stefania Wilczyńska, polska pedagog pochodzenia żydowskiego (ur. 1886)
  - Franciszek Zubrzycki, polski działacz robotniczy i komunistyczny (ur. 1915)
- 1943 – Zinaida Mariesiewa, radziecka sanitariuszka (ur. 1923)
- 1944 – Polegli w powstaniu warszawskim:
  - Jerzy Flanc, polski plutonowy podchorąży, żołnierz AK (ur. 1924)
  - Janusz Iwaszkiewicz, polski historyk, archiwista (ur. 1879)
  - Zofia Krassowska, polska podharcmistrzyni, sanitariuszka (ur. 1921)
  - Aleksander Lossow-Niemojowski, polski żołnierz AK (ur. 1910)
  - Kazimierz Łukasiak, polski kapral podchorąży, żołnierz AK (ur. 1925)
  - Mariusz Maszyński, polski aktor, dramaturg, malarz (ur. 1888)
  - Władysław Miciek, polski porucznik, cichociemny, żołnierz AK (ur. 1912)
  - Magdalena Morawska, polska sierżant, żołnierz AK (ur. 1922)
  - Józef Palewski, polski duchowny katolicki, redemptorysta, Sługa Boży (ur. 1867)
  - Włodzimierz Rybka, polski podporucznik, żołnierz AK (ur. 1922)
  - Leon Światopełk-Mirski, polski kapitan, żołnierz AK (ur. 1903)
  - Krystyna Wańkowicz, polska sanitariuszka, żołnierz AK (ur. 1919)
  - Janusz Zalewski, polski architekt, żeglarz sportowy, żołnierz AK (ur. 1903)
- 1944:
  - Franciszek Brzeziński, polski prawnik, urzędnik konsularny, kompozytor, krytyk muzyczny (ur. 1867)
  - Dietrich Kraiss, niemiecki generał (ur. 1889)
  - Roman Piotrowski, polski górnik, działacz komunistyczny, uczestnik francuskiego ruchu oporu (ur. 1911)
  - Stefan Schlarp, polski kapitan rezerwy artylerii, prawnik, sędzia (ur. 1892)
- 1945:
  - Richard Bong, amerykański major pilot (ur. 1920)
  - Hiram Johnson, amerykański adwokat, polityk (ur. 1866)
  - Paul Koebe, niemiecki matematyk, wykładowca akademicki (ur. 1882)
  - Marian Morawski, polski podpułkownik dyplomowany piechoty (ur. 1892)
- 1946:
  - Blanche Bingley, brytyjska tenisistka (ur. 1863)
  - Joseph Rheden, austriacki astronom (ur. 1873)
- 1947:
  - Apolinary Rybicki, polski sierżant, żołnierz BCh i AK (ur. 1913)
  - Wanda Siemaszkowa, polska reżyserka teatralna, aktorka (ur. 1867)
- 1949 – Szyrwani Kostojew, radziecki starszy porucznik pilot (ur. 1923)
- 1951 – François Walker, francuski gimnastyk (ur. 1888)
- 1952 – Rudolf Niemira, polski generał brygady (ur. 1886)
- 1954 – Mieczysław Mackiewicz, polski generał brygady (ur. 1880)
- 1955 – Mikołaj (Bălan), rumuński biskup prawosławny (ur. 1882)
- 1958 – Maurice Germot, francuski tenisista (ur. 1882)
- 1959:
  - Jacob Mestel, polski aktor, scenarzysta, historyk pochodzenia żydowskiego (ur. 1884)
  - Preston Sturges, amerykański reżyser i scenarzysta filmowy (ur. 1898)
- 1960 – Fryderyk Jarosy, polski aktor, reżyser teatralny, konferansjer pochodzenia węgierskiego (ur. 1890)
- 1961 – Joseph-Ernest van Roey, belgijski duchowny katolicki, arcybiskup Mechelen, prymas Belgii, kardynał (ur. 1874)
- 1964:
  - Cedric Hardwicke, brytyjski aktor (ur. 1893)
  - Risto Kuntsi, fiński lekkoatleta, kulomiot (ur. 1912)
- 1965:
  - Nancy Carroll, amerykańska aktorka (ur. 1903)
  - Aksel Sandemose, norweski dziennikarz pochodzenia duńskiego (ur. 1899)
  - Everett Sloane, amerykański aktor, reżyser filmowy (ur. 1909)
- 1967 – Lajos Áprily, węgierski prozaik, poeta (ur. 1887)
- 1968 – Giovanni Bracco, włoski kierowca wyścigowy (ur. 1908)
- 1969 – Theodor Adorno, niemiecki filozof, socjolog (ur. 1903)
- 1970 – Albin Kitzinger, niemiecki piłkarz (ur. 1912)
- 1971:
  - Edmund Gryglewicz, polski lekarz (ur. 1906)
  - Jennison Heaton, amerykański bobsleista, skeletonista (ur. 1904)
  - Günther Rittau, niemiecki operator i reżyser filmowy (ur. 1893)
- 1973:
  - Fulgencio Batista, kubański generał, polityk, prezydent Kuby (ur. 1901)
  - James Beck, brytyjska aktorka (ur. 1929)
  - Memphis Minnie, amerykańska gitarzystka (ur. 1897)[3]
- 1974 – Gene Ammons, amerykański saksofonista tenorowy (ur. 1925)
- 1975:
  - Peter Daubeny, brytyjski impresario teatralny (ur. 1921)
  - Henryk Frymarkiewicz, polski piłkarz, bramkarz (ur. 1910)
  - Ignacy Konkolewski, polski agronom, polityk, poseł na Sejm PRL (ur. 1914)
  - Alfons Orleański, infant hiszpański, książę Galliera, pilot wojskowy (ur. 1886)
- 1976:
  - Henryk Brokman, polski immunolog, wykładowca akademicki pochodzenia żydowskiego (ur. 1886)
  - Jerzy Fryszman, polski urolog pochodzenia żydowskiego (ur. 1904)
  - Werner Junck, niemiecki generał Luftwaffe (ur. 1895)
  - Grigorij Piatigorski, amerykański wiolonczelista pochodzenia ukraińskiego (ur. 1903)
  - Andreas Rohracher, austriacki duchowny katolicki, arcybiskup Salzburga (ur. 1892)
  - Piotr Stolarek, polski zecer, polityk, prezydent Gdańska, wiceminister żeglugi, poseł na Sejm PRL (ur. 1908)
- 1977 – Alexander Bustamante, jamajski związkowiec, polityk, pierwszy premier Jamajki (ur. 1884)
- 1978:
  - Paweł VI, papież (ur. 1897)
  - Leonard Życki, polski pisarz, dziennikarz, podróżnik (ur. 1898)
- 1979 – Feodor Lynen, niemiecki biochemik, laureat Nagrody Nobla (ur. 1911)
- 1983 – Klaus Nomi, niemiecki piosenkarz (ur. 1944)
- 1984 – Wacława Komarnicka, polska tłumaczka literatury anglojezycznej (ur. 1912)
- 1985:
  - Krystyna Ankwicz, polska aktorka (ur. 1907)
  - Forbes Burnham, gujański polityk, prezydent Gujany (ur. 1923)
  - Ramón Ernesto Cruz Uclés, honduraski adwokat, polityk, prezydent Hondurasu (ur. 1903)
- 1986 – Emilio Fernández, meksykański aktor, reżyser i scenarzysta filmowy (ur. 1904)
- 1987:
  - Ira Eaker, amerykański generał pilot (ur. 1896)
  - Josef Hrabák, czeski filolog, literaturoznawca (ur. 1912)
  - Leon Noël, francuski prawnik, dyplomata (ur. 1888)
- 1988:
  - Anatolij Lewczenko, radziecki pilot doświadczalny, kosmonauta (ur. 1941)
  - Francis Ponge, francuski poeta, prozaik (ur. 1899)
- 1990:
  - Gordon Bunshaft, amerykański architekt (ur. 1909)
  - Jurij Cziczkow, rosyjski kompozytor, dyrygent (ur. 1929)
  - Włodzimierz Malik, polski szopkarz (ur. 1912)
- 1991:
  - Szapur Bachtijar, irański polityk, premier Iranu (ur. 1914)
  - Roland Michener, kanadyjski dyplomata, polityk, gubernator generalny (ur. 1900)
  - Max Rostal, austriacki skrzypek, pedagog pochodzenia żydowskiego (ur. 1906)
  - Joe Verdeur, amerykański pływak (ur. 1926)
- 1992:
  - Krzysztof Bednarczyk, polski duchowny baptystyczny, historyk Kościoła, pisarz, tłumacz, wydawca (ur. 1925)
  - Leszek Błażyński, polski bokser (ur. 1949)
- 1993 – Robert Kiesel, amerykański lekkoatleta, sprinter (ur. 1911)
- 1994:
  - Domenico Modugno, włoski piosenkarz, kompozytor, aktor (ur. 1928)
  - Giovanni Spadolini, włoski historyk, dziennikarz, polityk, premier Włoch (ur. 1925)
- 1995 – Harold Lever, brytyjski prawnik, polityk (ur. 1914)
- 1996:
  - Hernán Siles Zuazo, boliwijski polityk, prezydent Boliwii (ur. 1914)
  - Emilio Zapico, hiszpański kierowca wyścigowy (ur. 1944)
- 1997 – Józef Bińczak, polski prozaik, poeta (ur. 1912)
- 1998:
  - Henk Bosveld, holenderski piłkarz, trener (ur. 1941)
  - Jurij Slepuchin, rosyjski działacz polityczny, publicysta, pisarz (ur. 1926)
  - André Weil, francuski matematyk, wykładowca akademicki pochodzenia żydowskiego (ur. 1906)
- 1999 – Ilse Pausin, austriacka łyżwiarka figurowa (ur. 1919)
- 2000:
  - Raúl Sanguinetti, argentyński szachista (ur. 1933)
  - Arthur Harold Stone, brytyjski matematyk, wykładowca akademicki pochodzenia rumuńskiego (ur. 1916)
- 2001:
  - Jorge Amado, brazylijski pisarz (ur. 1912)
  - Dương Văn Minh, wietnamski polityk, prezydent Wietnamu Południowego (ur. 1916)
  - Michał Kaziów, polski pisarz, dziennikarz, publicysta (ur. 1925)
  - Wasilij Kuzniecow, rosyjski lekkoatleta, wieloboista (ur. 1932)
  - Wilhelm Mohnke, niemiecki SS-Brigadeführer (ur. 1911)
  - Nils Svärd, szwedzki biegacz narciarski (ur. 1908)
- 2002:
  - Jim Crawford, brytyjski kierowca wyścigowy (ur. 1948)
  - Edsger Dijkstra, holenderski pionier informatyki (ur. 1930)
  - Jean Sauvagnargues, francuski polityk, dyplomata (ur. 1915)
- 2004 – Rick James, amerykański muzyk funky, kompozytor, autor tekstów piosenek (ur. 1948)
- 2005:
  - Nikołaj Abramow, rosyjski piłkarz, trener (ur. 1950)
  - Robin Cook, brytyjski polityk, minister spraw zagranicznych (ur. 1946)
  - Ibrahim Ferrer, kubański wokalista, członek zespołu Buena Vista Social Club (ur. 1927)
- 2006:
  - Gintaras Beresnevičius, litewski historyk religii, poeta, prozaik (ur. 1961)
  - Roman Miastowski, polski operator filmowy (ur. 1954)
- 2007:
  - Jan Brustman, polski szachista, trener (ur. 1934)
  - Atle Selberg, norweski matematyk (ur. 1917)
- 2008:
  - Bertil Ahlin, szwedzki bokser (ur. 1927)
  - Boris Butakow, rosyjski twórca filmów animowanych (ur. 1924)
- 2009:
  - Riccardo Cassin, włoski alpinista, himalaista (ur. 1909)
  - John Hughes, amerykański reżyser, scenarzysta i producent filmowy (ur. 1950)
- 2010:
  - Tony Judt, amerykańsko-brytyjski historyk pochodzenia żydowskiego (ur. 1948)
  - John Louis Mansi, brytyjski aktor (ur. 1926)
  - Knut Østby, norweski kajakarz (ur. 1922)
- 2011:
  - Kuno Klötzer, niemiecki trener piłkarski (ur. 1922)
  - Roman Opałka, polski malarz, grafik (ur. 1931)
- 2012:
  - Karol Grünberg, polski historyk (ur. 1923)
  - Robert Hughes, australijski pisarz, twórca filmów dokumentalnych (ur. 1938)
  - Bernard Lovell, brytyjski fizyk, radioastronom (ur. 1913)
  - Anna Piaggi, włoska dziennikarka, pisarka zajmująca się modą (ur. 1931)
  - Boris Razinski, rosyjski piłkarz (ur. 1933)
  - Ruggiero Ricci, amerykański skrzypek, pedagog (ur. 1918)
  - Dan Roundfield, amerykański koszykarz (ur. 1953)
- 2013:
  - Lidia Korsakówna, polska aktorka (ur. 1934)
  - Selçuk Yula, turecki piłkarz (ur. 1959)
- 2014:
  - Norman Lane, kanadyjski kajakarz, kanadyjkarz (ur. 1919)
  - Jerzy Antoni Wojciechowski, polski filozof, wykładowca akademicki (ur. 1925)
- 2015:
  - Mircea Dobrescu, rumuński bokser (ur. 1930)
  - Geoff Mardon, nowozelandzki żużlowiec (ur. 1927)
- 2016:
  - Jerzy Chmiel, polski duchowny katolicki, biblista (ur. 1935)
  - Helen Delich Bentley, amerykańska polityk (ur. 1923)
  - József Laux, węgierski perkusista rockowy i jazzowy, członek zespołów Omega, Locomotiv GT (ur. 1943)
  - Jan Nowowiejski, polski pianista, organista, klawesynista (ur. 1933)
  - Michael Walter, niemiecki saneczkarz (ur. 1959)
- 2017:
  - Nicole Bricq, francuska polityk, minister handlu zagranicznego (ur. 1947)
  - Betty Cuthbert, australijska lekkoatletka, sprinterka (ur. 1938)
  - Jerzy Kulesza, polski śpiewak operowy (baryton) (ur. 1923)
  - Andrzej Jan Kumor, polski myśliwy, pisarz (ur. 1936)
  - Krzysztof Łypacewicz, polski inżynier, wiezień polityczny, działacz opozycji antykomunistycznej (ur. 1931)
  - Ernst Zündel, niemiecki negacjonista, wydawca, publicysta (ur. 1939)
- 2018:
  - Zygmunt Apostoł, polski aktor, kompozytor, pianista (ur. 1931)
  - Paul Laxalt, amerykański polityk (ur. 1922)
  - Tadeusz Terlikowski, polski kapitan pilot (ur. 1917)
- 2019:
  - Brunon Kwiecień, polski inżynier chemik, zamachowiec (ur. 1967)
  - Sushma Swaraj, indyjska polityk (ur. 1952)
- 2020:
  - John of the Cross Chang Yik, koreański duchowny katolicki, biskup Chuncheon (ur. 1930)
  - Wayne Fontana, brytyjski wokalista rockowy, członek zespołu The Mindbenders (ur. 1945)
  - Wilbert McClure, amerykański bokser (ur. 1938)
  - Brent Scowcroft, amerykański generał porucznik lotnictwa, politolog, ekspert w dziedzinie stosunków międzynarodowych (ur. 1925)
  - Uładzimir Zabłocki, białoruski polityk (ur. 1939)
- 2021:
  - Christian Dumont, francuski biathlonista (ur. 1963)
  - Jurij Trutniew, rosyjski fizyk, specjalista w zakresie broni jądrowej (ur. 1927)
- 2022:
  - Witold Kompa, polski piłkarz (ur. 1958)
  - Daniel Lévi, francuski wokalista, pianista, kompozytor, autor tekstów (ur. 1961)
  - John Yanta, amerykański duchowny katolicki, biskup Amarillo (ur. 1931)
- 2023:
  - Roger Pirenne, belgijski duchowny katolicki, biskup Batouri, arcybiskup Bertoua w Kamerunie (ur. 1934)
  - Wieniamin Mandrykin, rosyjski piłkarz (ur. 1981)
- 2024:
  - Patrick Ebosele Ekpu, nigeryjski duchowny katolicki, arcybiskup Benin City (ur. 1931)
  - Waldemar Marszałek, polski motorowodniak (ur. 1942)
- 2025:
  - Peter Elliott, australijski duchowny katolicki, biskup pomocniczy Melbourne (ur. 1943)
  - Sławomir Frejowski, polski kolarz szosowy i przełajowy (ur. 1966)
  - Jan Kadłubiski, polski pianista (ur. 1931)
  - Waldemar Kulbat, polski duchowny katolicki, socjolog, publicysta, nauczyciel akademicki (ur. 1944)
  - Zdzisław Wawrzyniak, polski germanista, tłumacz, profesor nauk humanistycznych (ur. 1944)